# Somatická migrace
Somatická migrace je označení pro migraci helmintů vnitřními tkáněmi, orgánovými systémy hostitele. Helminti během migrace mohou procházet dalším vývinem, rostou či se přemisťují do tzv. predilekčních míst - tedy konečného místa pro jejich přežívaní a případnou reprodukci v hostiteli. Larvy helmintů či dospělí červi mohou migrovat samovolně krevními nebo lymfatickými cévami (např. Toxocara spp., Schistosoma spp.) anebo přímo provrtáváním parenchymu orgánů (např. motolice), velmi často kombinací obojího. K migraci helminti používají řadu enzymů, kterými jsou schopni narušit celistvost tkání. Jedná se převážně o proteolytické enzymy, např. kolagenáza. Příkladem somatické migrace je pohyb larev škrkavek (Ascaris lumbricoides, Toxocara canis) jaterním parenchymem a plícemi. Jiné druhy parazitů mohou migrovat například jen kůží nebo mukózou. 